# At. Long. Last. ASAP
| Совокупная оценка    | Совокупная оценка |
| Источник             | Оценка            |
| -------------------- | ----------------- |
| Album of the Year    | 74/100            |
| AnyDecentMusic?      | 6.7/10            |
| Metacritic           | 76/100            |
| Оценки критиков      |                   |
| Источник             | Оценка            |
| AllMusic             | [ 7 ]             |
| The A.V. Club        | B                 |
| The Daily Telegraph  | [ 3 ]             |
| Entertainment Weekly | A–                |
| The Guardian         | [ 9 ]             |
| Mojo                 | [ 10 ]            |
| NME                  | 8/10              |
| Pitchfork            | 7.8/10            |
| Rolling Stone        | [ 13 ]            |
| Spin                 | 7/10              |

At. Long. Last. ASAP (стилизовано AT.LONG.LAST.A$AP) — второй студийный альбом американского рэпера ASAP Rocky. Он был выпущен 26 мая 2015 на лейблах ASAP Worldwide, Polo Grounds Music и RCA Records. Это сиквел дебютного студийного альбома Rocky Long. Live. ASAP. Альбом курировался Danger Mouse, ASAP Yams и самим Rocky и был спродюсирован Juicy J, Джимом Джонсином, FnZ, Франсом Мерником, Канье Уэстом, Thelonious Martin, Марком Ронсоном и другими. Альбом содержит гостевые участия от Bones, Joe Fox, Фьючера, Schoolboy Q, Канье Уэста, Лил Уэйна, A-Cyde и других.
At. Long. Last. ASAP был поддержан тремя синглами: «Lord Pretty Flacko Jodye 2 (LPFJ2)», «Everyday» и «LSD». Альбом получил хорошие оценки и занял первое место в чарте Billboard 200. Он был сертифицирован платиновым американской ассоциацией звукозаписывающих компаний (RIAA).

## История
Люди хотят послушать бары, они хотят послушать музыку, они хотят услышать мой рэп. Мне повезло, что меня назвали в честь одного из величайших рэперов всех времён.  Для меня это всё равно, что меня зовут Майкл Джордан или Мэджик Джонсон, понимаете, о чём я ? Коби Брайант, или что-то в этом роде. Меня назвали в честь Ракима. Я был напуган, потому что эти туфли слишком велики, чтобы в них можно было ходить. Я дошёл до того, что почувствовал, что мне 26, и почувствовал, что рэп —
дерьмо. Я просто ненавидел рэп [в] 2014 году. У меня заболела голова от мысли об этом. Я дошёл до того, что просто подумал: «Мне нужно что-то делать с этим дерьмом».  Это возвращение Бога-рэпера, я несу чушь на этом альбоме At. Long. Last. A$ AP. A-L-L-A. Он взрывной.
16 марта 2014 года были объявлены два альбома; инструментальный микстейп ''Beauty and the Beast: Slowed Down Sessions'' (глава 1) и совместный альбом ASAP Mob ''L.O.R.D.''. Позже Rocky сообщил, что работает над своим вторым студийном альбомом.  26 сентября 2014 года основатель ASAP Mob ASAP Yams объявил в своем аккаунте на Tumblr, что коллектив отказался от выпуска альбома ''L.O.R.D.''.  2 октября 2014 года Rocky объявил, что подписал контракт с William Morris Endeavor.
18 января 2015 года наставник и деловой партнёр ASAP Rocky ASAP Yams скончался в возрасте 26 лет, что сильно повлияло на альбом. После смерти ASAP Yams, Rocky сообщил, что он, Yams, Juicy J и Danger Mouse будут исполнительными продюсерами.

## Название
После выступления на South by Southwest (SXSW) в 2015 году ASAP Rocky сообщил Billboard, что его второй студийный альбом будет называться A.L.L.A.. 26 марта 2015 года в интервью GQ Rocky расшифровал название альбома: «Я заявляю о праве собственности на своё наследие. Послушайте это: At.Long.Last.A$AP. ALLA. Как сленг, означающий «Аллах». Это возвращение Бога-рэпера. Меня назвали в честь Ракима, и я наконец осознаю, что это значит: я рождён, чтобы заниматься этим дерьмом. И я надеюсь, что мне удастся заниматься этим ещё очень долго».

## Список композиций
Информация адаптирована под примечания к альбому.
| №                   | Название                                                     | Продюсер(ы)                                                                                         | Длительность |
| ------------------- | ------------------------------------------------------------ | --------------------------------------------------------------------------------------------------- | ------------ |
| 1.                  | «Holy Ghost» (при участии Joe Fox)                           | Danger Mouse DJ Khalil [b]                                                                          | 3:11         |
| 2.                  | «Canal St.» (при участии Bones)                              | Delgado Mernick ASAP Rocky                                                                          | 3:47         |
| 3.                  | «Fine Whine» (при участии Фьючера, Joe Fox и M.I.A.)         | S.I.K. THC [b]                                                                                      | 3:38         |
| 4.                  | «LSD»                                                        | Jim Jonsin FnZ Delgado [a] ASAP Rocky [a]                                                           | 3:58         |
| 5.                  | «Excuse Me»                                                  | Delgado ASAP Rocky Vulkan the Krusader Jim Jonsin FnZ                                               | 3:58         |
| 6.                  | «JD»                                                         | Plu2o Nash                                                                                          | 1:48         |
| 7.                  | «Lord Pretty Flacko Jodye 2 (LPFJ2)»                         | Loving Wesonga                                                                                      | 2:07         |
| 8.                  | «Electric Body» (при участии Schoolboy Q)                    | Delgado Danger Mouse [b] Walton [b] THC [b]                                                         | 4:15         |
| 9.                  | «Jukebox Joints» (при участии Joe Fox и Канье Уэста)         | Pope West                                                                                           | 5:24         |
| 10.                 | «Max B» (при участии Joe Fox)                                | Delgado ASAP Rocky                                                                                  | 4:01         |
| 11.                 | «Pharsyde» (при участии Joe Fox)                             | Danger Mouse                                                                                        | 3:42         |
| 12.                 | «Wavybone» (при участии Juicy J и UGK)                       | Juicy J Delgado [b]                                                                                 | 5:03         |
| 13.                 | «West Side Highway» (при участии James Fauntleroy)           | Danger Mouse                                                                                        | 2:57         |
| 14.                 | «Better Things»                                              | Mernick                                                                                             | 3:19         |
| 15.                 | «M's» (при участии Лил Уэйна)                                | Da Honorable C.N.O.T.E. Dean [a]                                                                    | 3:53         |
| 16.                 | «Dreams (Interlude)»                                         | ASAP Rocky Mernick                                                                                  | 2:17         |
| 17.                 | «Everyday» (при участии Рода Стюарта, Мигеля и Марка Ронсон) | Ronson Emile Haynie Jeff Bhasker [b] Hudson Mohawke [b] ASAP Rocky [b] Mernick [b] Tom Elmhirst [b] | 4:21         |
| 18.                 | «Back Home» (при участии Mos Def, Acyde и ASAP Yams)         | Thelonious Martin DDot Omen [a] ASAP Rocky [a]                                                      | 4:38         |
| Общая длительность: | Общая длительность:                                          | Общая длительность:                                                                                 | 66:09        |

Примечания
- ↑  сопродюсер
- ↑  дополнительный продюсер
- Все представленные исполнители разделяются знаком «x» вместо запятых и амперсанда.
- «LSD» записана при участии Joe Fox
- «Electric Body» записана при участии Joe Fox, King Kanobby и Теолы «Theezy» Бордена
- «Westside Highway» записана при участии Кристины Милианы
- «M's» записана при участии 2 Chainz
- «Everyday» записана при участии Yasiin Bey
- «Back Home» записана при участии Антони Павла

Семплы
- «Holy Ghost» содержит семпл «Noon as Dark as Midnight» от Lucero.
- «Canal St.» содержит семпл «Dirt" от Bones.
- «LSD» содержит семпл «Ode to Billie Joe» от Лу Дональдсона.
- «Excuse Me» содержит семпл «Come Home for Christmas» от The Platters.
- «Electric Body» содержит семпл «Shake That Ass» от Tapp.
- «Jukebox Joints» содержит семплы «Doa Tuk Kekashih» от Rasela; «Much Better Off» от Smokey Robinson и The Miracles; «Who Cares» от Тони Айкен и Future 2000.
- «Max B» содержит семпл «Who by Fire» от Леонарда Коэна; «Take Me to the Mardi Grass» от Bob James.
- «Wavybone» содержит семпл «Heaven and Hell» от El Michels Affair; «Could I Be Falling In Love» от Syl Johnson.
- «Better Things» содержит семпл «Carry On» от Bobby Caldwell; «All Around and Away We Go» от Mr Twin Sister; «High School Lover» от Cayucas; «How I Could Just Kill a Man» от Cypress Hill.
- «Dreams (Interlude)» содержит семпл «Stuck In The Middle» от Naja Rosa и Anders Holm.
- «Everyday» содержит семпл «In a Broken Dream» от Python Lee Jackson и Рода Стюарта.
- «Back Home» содержит семпл «Gotta Find My Way Back Home» от The Jaggerz.

## Участники записи
Адаптировано под AllMusic.
- ASAP Yams — гостевой исполнитель
- A-Cyde — гостевой исполнитель, вокал
- Дерек "MixedByAli" Али — сведение
- Ангел "Онхель" Апонтель — вокал
- Беатрис Артола — ассистент, инженер, сведение
- ASAP Rocky — исполнительный продюсер, главный художник, продюсер
- Дэн Ауэрбах — гитара
- Авге — дизайн, исполнительный продюсер
- Виктор Аксельрод — клавишные
- Ясиин Бей — вокал
- Джефф Бхаскер — дополнительное производство
- Bones — гостевой исполнитель
- Теола Борден — вокал
- Натан Берджесс — помощник
- Майкл Бурман — гитара
- Остин Джукс Чендлер — инженер
- Мэддокс Чхим — помощник
- Da Honorable C.N.O.T.E.  — режиссёр
- Риккардо Дамиан — инженер
- Danger Mouse — исполнительный продюсер, продюсер
- DDot Omen — продюсер
- Майк Дин — сведение, продюсер
- Гектор Дельгадо — аранжировщик, монтаж, инженер, исполнительный продюсер, клавишные, сведение, продюсер, программирование
- DJ Khalil — дополнительная продукция
- Рис Даунинг — инженер
- Пабло Дилан — ассистент
- Том Элмхерст — дополнительная продукция
- Макс Эрвин — ассистент
- Джеймс Фаунтлерой — художник
- FnZ — клавиатуры, производитель, программирование
- Джо Фокс — исполнитель, гитара, вокал
- Фьючер — гостевой исполнитель
- Дэн Файф — помощник
- Ной Гольдштейн — инженер
- Эмиль Хейни — программирование ударных, продюсер
- Hudson Mohawke — дополнительное производство
- Джеймс Хант — помощник
- Джейсен Джошуа — сведение
- Чейс Джонсон — исполнительный продюсер
- Джим Джонсин — клавишные, продюсер, программирование
- Juicy J — исполнительный продюсер, гостевой исполнитель, продюсер
- Кинг Канобби — вокал
- Райан Каул — помощник
- Кенни Такахаси — сведение
- Дэйв Катч — мастеринг
- Мишель Лами — арт-директор
- Картер Лэнг — бас
- Брайан Лич — исполнительный продюсер
- Лил Уэйн — гостевой исполнитель
- Марио Ловинг — продюсер
- Телониус Мартин — продюсер
- Николас Марзука — инженер
- Раким Майерс — продюсер
- Франс Мерник — дополнительная продукция, программирование ударных, инженер, продюсер
- M.I.A  — гостевой исполнитель
- Мигель — инженер, гостевой исполнитель
- Кристина Милан — бэк-вокал
- Уилл Миллер — труба
- Тодд Монфальконе — помощник, помощник инженера, инженер, помощник микширования
- Мос Деф — гостевой исполнитель
- Декстер Флот — фотография
- Энтони Павел — вокал
- Plu2o Nash — продюсер
- Че Поуп — продюсер
- Rebel Rock — продюсер
- Дана Ричард — ассистент
- Стивен "A$AP Yams" Родригес — исполнительный продюсер
- Марк Ронсон — бас-гитара, программирование ударных, инженер, исполнитель, клавишные, продюсер
- Мэтт Шафер — помощник
- Джейсон Швейцер — микширование
- S.I.K.  — режиссер
- Джейсон Станиулис — инженер
- Род Стюарт — гостевой исполнитель
- THC — дополнительное производство
- UGK — признанный исполнитель
- Том Апекс — ассистент
- Vulkan the Krusader — продюсер
- Тедди Уолтон — дополнительное производство
- Тахид Уотсон — помощник, помощник инженера, помощник по микшированию
- Несбитт Весонга — продюсер
- Канье Уэст — гостевой исполнитель, продюсер
- Кэнта Ёнэсака — инженер

## Чарты
| Чарт (2015)                            | Высшая позиция |
| -------------------------------------- | -------------- |
| Австралия (ARIA)                       | 5              |
| Австрия (Ö3 Austria)                   | 29             |
| Канада (Canadian Albums Chart)         | 1              |
| Нидерланды (Album Top 100)             | 46             |
| Германия (Offizielle Top 100)          | 28             |
| Венгрия (MAHASZ)                       | 32             |
| Италия (Classifica album)              | 69             |
| Новая Зеландия (RMNZ)                  | 6              |
| Швеция (Sverigetopplistan)             | 10             |
| Швейцария (Schweizer Hitparade)        | 5              |
| Великобритания (UK Albums Chart)       | 10             |
| Великобритания (UK R&B Albums Chart)   | 1              |
| США (Billboard 200)                    | 1              |
| США (Billboard Top R&B/Hip-Hop Albums) | 1              |

| Чарт (2015)                           | Позиция |
| ------------------------------------- | ------- |
| Australian Albums (ARIA)              | 100     |
| US Billboard 200                      | 56      |
| US Top R&B/Hip-Hop Albums (Billboard) | 14      |

| Чарт (2016)                           | Позиция |
| ------------------------------------- | ------- |
| US Billboard 200                      | 142     |
| US Top R&B/Hip-Hop Albums (Billboard) | 83      |

## Сертификации
| Регион | Сертификация | Продажи   |
| --- | ------------ | --------- |
| Австралия (ARIA) | Золотой      | 35 000    |
| Канада (Music Canada) | Платиновый   | 80 000    |
| Великобритания (BPI) | Золотой      | 100 000   |
| США (RIAA) | Платиновый   | 1 000 000 |
| * Данные о продажах приведены только на основе сертификации. · ^ Данные о тиражах приведены только на основе сертификации. · Данные о продажах + прослушиваниях приведены только на основе сертификации. |              |           |